# Olios milleti
Espèce
Synonymes
- Sparassus milleti Pocock, 1901

Olios milleti est une espèce d'araignées aranéomorphes de la famille des Sparassidae.

## Distribution
Cette espèce se rencontre en Inde et au Sri Lanka.

## Habitat

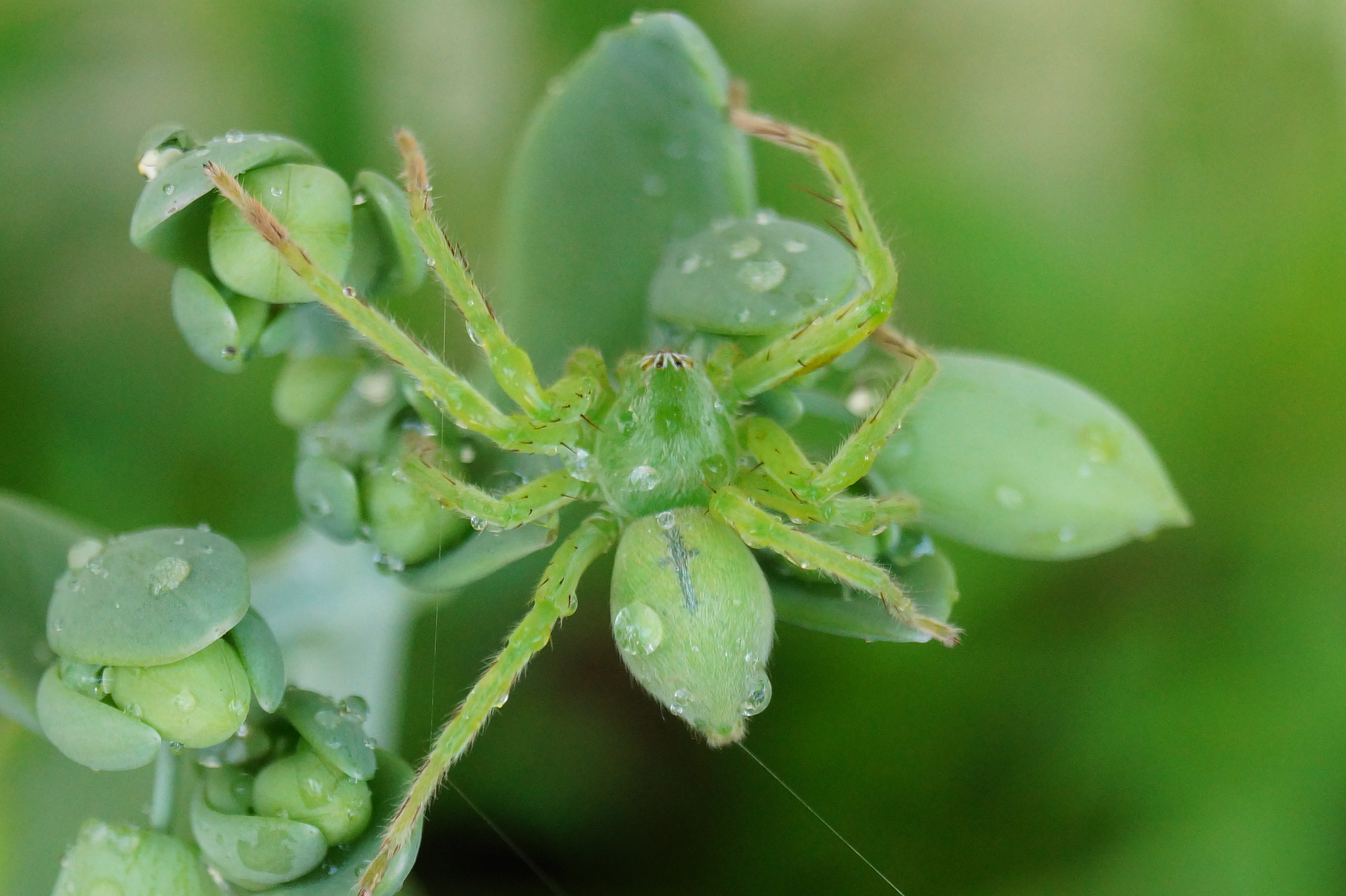
Olios milleti sur une plante verte

Olios milleti se rencontre dans les jardins sur les feuilles vertes où elle est parfaitement camouflée. Elle est également présente dans les bananeraies et les champs horticoles.

## Description
La femelle mesure de 15 à 18 mm et le mâle de 10 à 12 mm.
Le céphalothorax est plus long que large avec la partie antérieure plus étroite. La partie supérieure est vert clair, convexe au dessus, avec une fovéa discrète. Le quadrangle oculaire est plus large en arrière. Des poils blancs sont présents en avant de la ligne d'yeux antérieurs. Les yeux sont rougeâtres. Le labium est jaune vert et plus large que long. Le sternum, jaune orangé, a une forme de cœur avec la pointe orientée en arrière. 
Les pattes sont longues avec des épines. Les pattes I présentent deux griffes avec six dents.
L'abdomen est ovale, plus long que large et convexe au dessus. Il est couvert de petits poils et le dos présente deux paires de sigilla. La partie dorsale est vert jaune et le ventre, plus clair, présente ou non une large bande rougeâtre en son milieu.

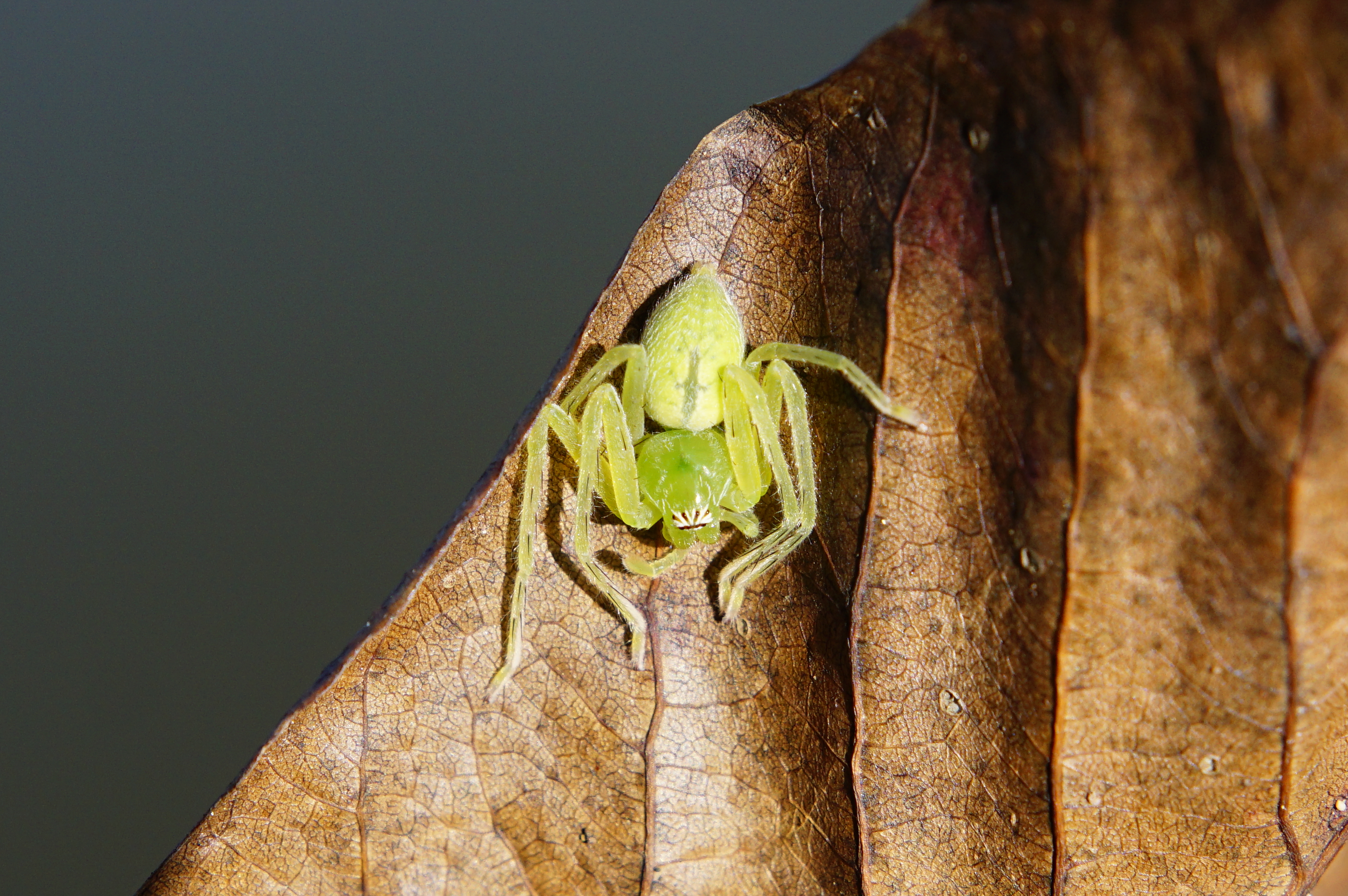
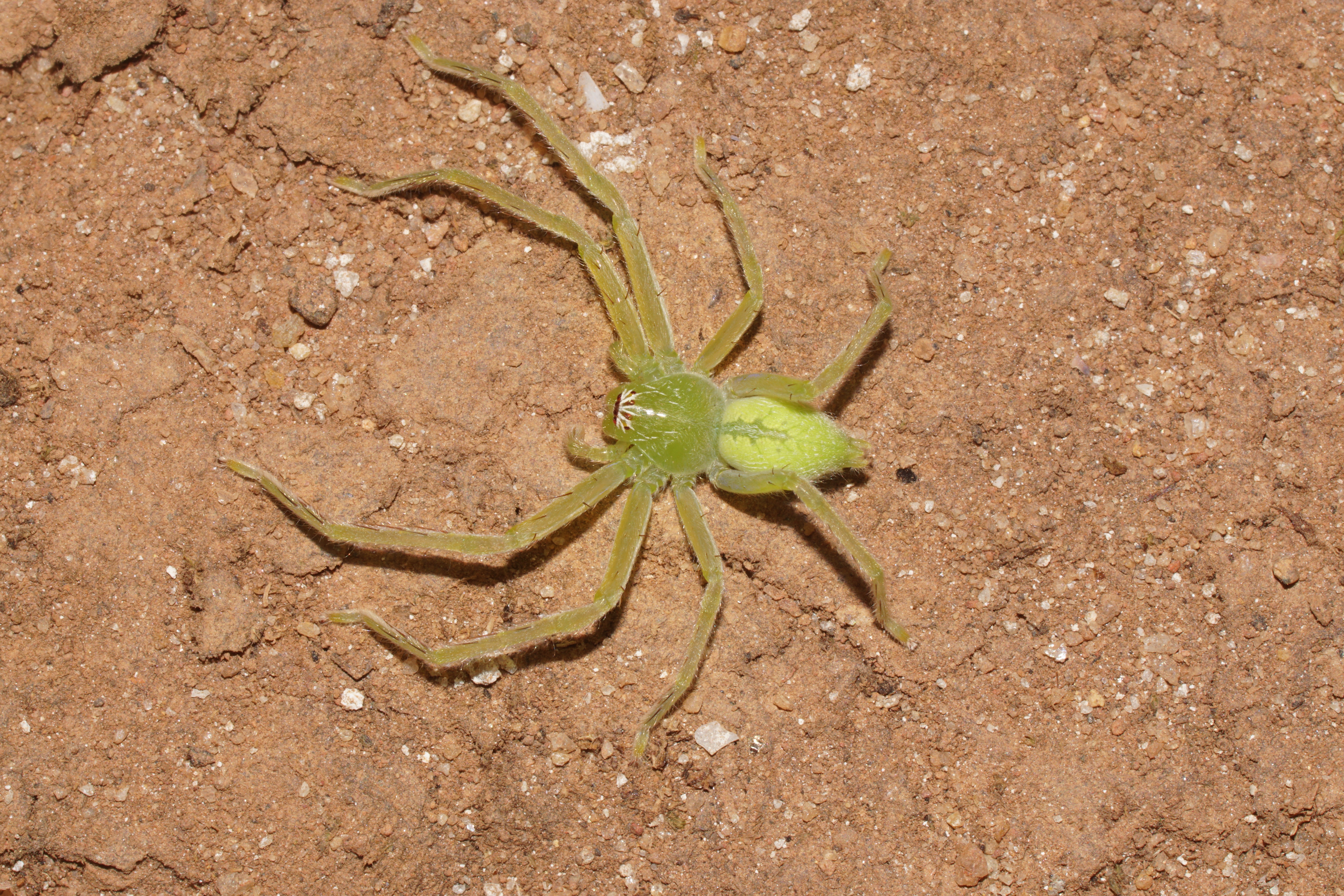
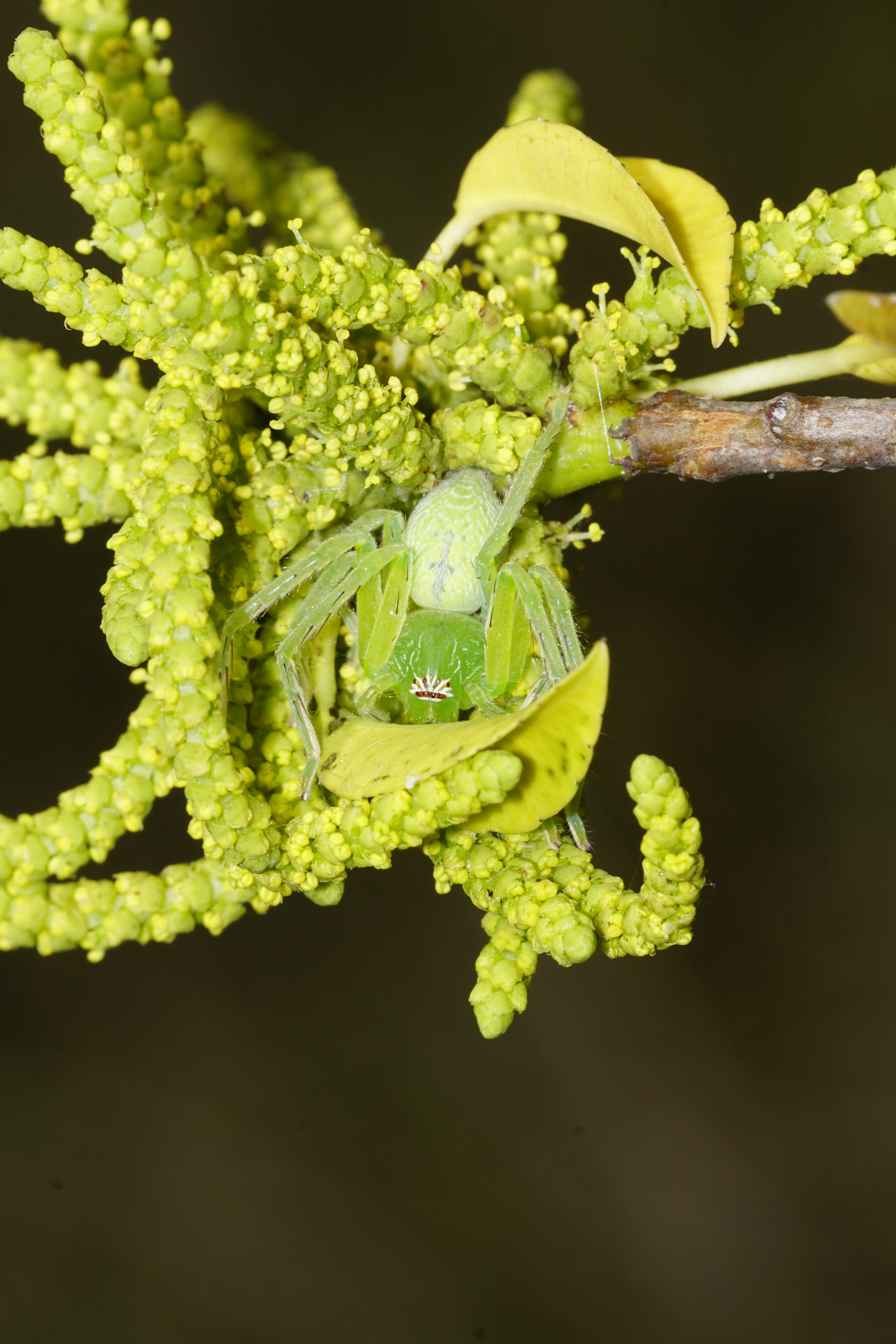
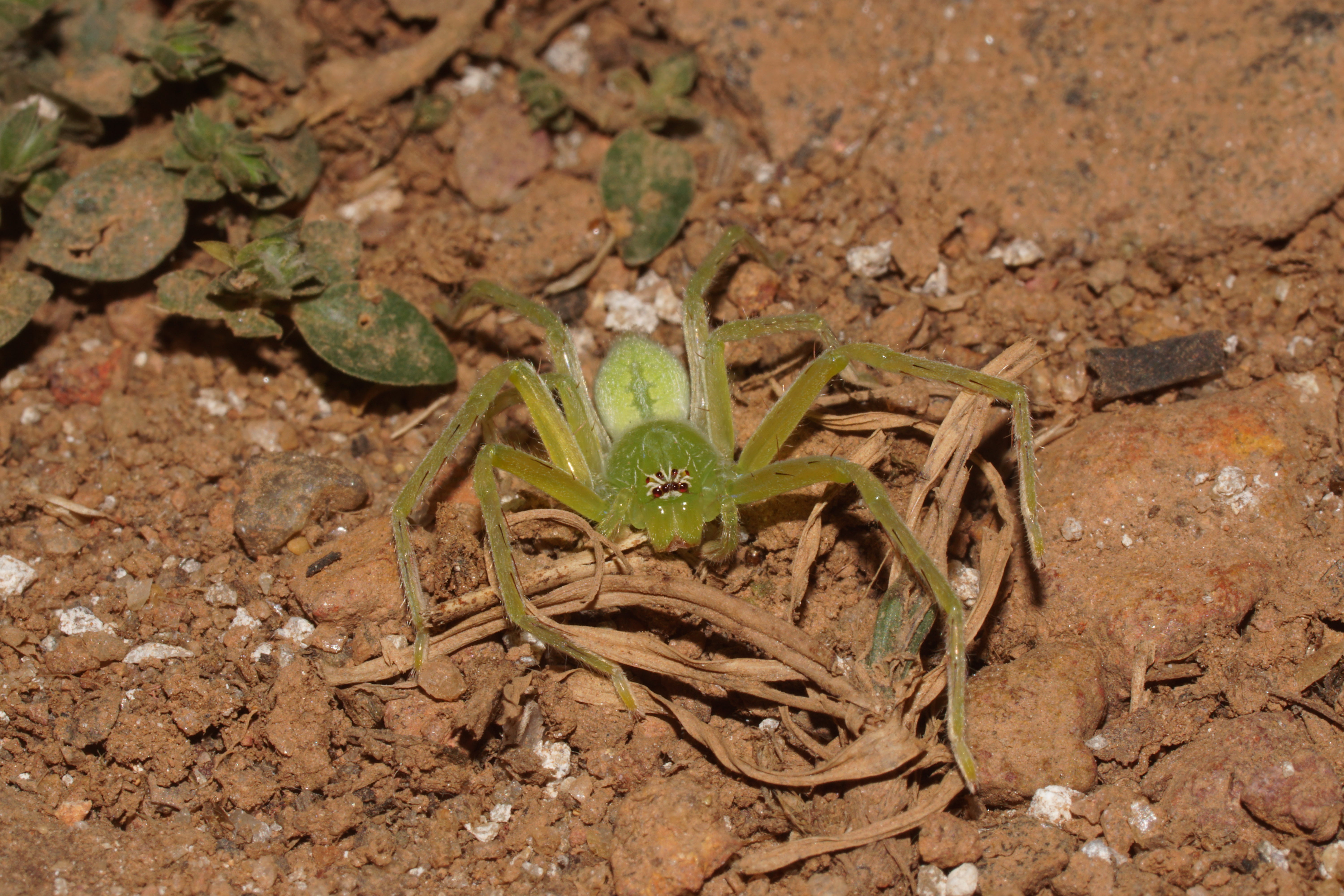

## Systématique et taxinomie
Cette espèce a été décrite par Pocock en 1901 sous le protonyme Sparassus milleti. Elle est placée dans le genre Olios par Gravely en 1931.

## Étymologie
Cette espèce est nommée en l'honneur du découvreur à Nashik de l'holotype, un certain Millet.

## Publication originale
- Pocock, 1901 : Descriptions of some new species of spiders from British India. Journal of the Bombay Natural History Society, vol. 13, p. 478-498 (texte intégral).